# Rivière souterraine du Puits Bouillant
La rivière souterraine du Puits Bouillant est un cours d'eau souterrain français de plus de 2 km de longueur, situé sur la commune déléguée de Saint-Aubin-Château-Neuf (commune nouvelle du Val-d'Ocre), en bordure de la Puisaye et du nord du Gâtinais, dans l'ouest du département de l'Yonne, en Bourgogne (Bourgogne-Franche-Comté).

## Géologie
La région est à la jonction de la Puisaye orientale et des plateaux crayeux du Gâtinais au nord, cette craie appartenant au Cénomanien, couche du Crétacé supérieur (Mésozoïque, dit ère Secondaire, -99,6 à -93,5 millions d´années). Le puits affleure dans la couche du Turonien puis s'enfonce dans la craie du Cénomanien. La rivière coule sur le Cénomanien inférieur imperméable (glaises).

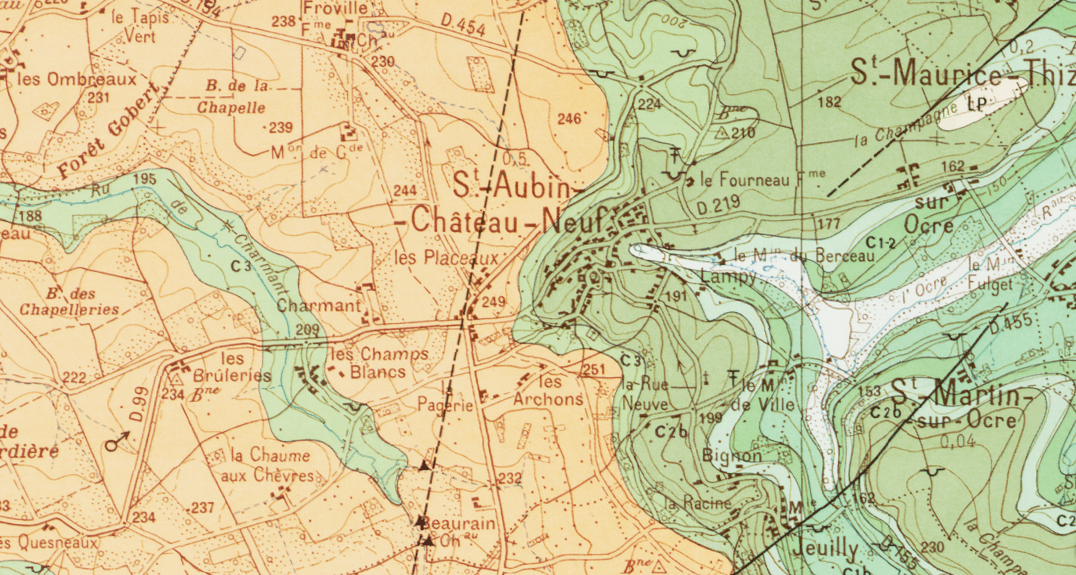
Carte géologique des environs de Saint-Aubin

## Description
Les cours d'eau aux alentours de Saint-Aubin suivent des directions différentes selon qu'ils coulent sur le plateau à l'ouest du village (le Vrin et son affluent le ru de Charmant coulent du sud-est au nord-ouest), ou dans la vallée à l'est de Saint-Aubin (l'Ocre, affluent du Tholon, coule du sud au nord sur la commune, direction générale sud-ouest/nord-est). Le dénivelé naturel est de 26 mètres.

### Le puits d'accès
L'accès à la rivière se fait par un puits appelé le Puits Bouillant situé dans le sud du village de Saint-Aubin-Château-Neuf, dans la rue éponyme. Le puits est artificiel, avec une profondeur de 28,40 m. Il est équipé d'une échelle fixe.

### La rivière
La longueur connue de la cavité est de 2 115 mètres. Au bas du puits, le cours d'eau s'écoule du sud au nord.
En aval du puits (vers le nord) il se dissémine dans des boyaux glaiseux.
Le parcours en amont peut se diviser en trois étapes.

#### Première partie: 700 m de rivière
Vers l'amont à partir du puits, s'ouvre une galerie assez basse mais se rehaussant progressivement et qui offre environ 450 mètres de progression aisée. À cette distance, la marche est ralentie par des cascatelles et des marmites, puis redevient aisée.
Cette partie se termine avec un siphon et une curiosité : quelques mètres avant le siphon, en rive droite et en hauteur, se trouve l'ouverture d'un réseau fossile,.
Réseau fossile et laminoir
Le réseau fossile est fait de galeries glaiseuses, souvent basses mais raisonnablement accessibles sur 300 mètres. Au bout de cette section on rencontre un laminoir, c'est-à-dire un passage large mais très bas, qui rend la progression difficile sur environ 70 mètres. Son entrée est souvent entièrement noyée.
Galeries derrière le laminoir
Au-delà de ce laminoir se trouve une nouvelle galerie orientée nord-sud ; au nord celle-ci amène à un siphon, au sud elle conduit à diverses galeries et présente des regards sur un cours d´eau. La rivière retrouvée coule dans une galerie très basse où l'on doit parfois s´immerger totalement pour y avancer. Cette galerie se termine par plusieurs siphons. Au début des années 1980, le Spéléo-Club de Chablis a tenté, mais sans succès, de dépasser le siphon qui se trouve le plus au sud.

## Modalités d'accès
La cavité n'est accessible qu'à des personnes pratiquant la spéléologie régulièrement, ou bien accompagné de telles personnes (prendre contact avec un club de spéléologie pour la visiter). L'accès en est réglementé par une convention entre le CDS89 (Comité départemental de spéléologie de l'Yonne) et le propriétaire.

## Histoire
Le puits a été ouvert aux environs de 1850, pour puiser de l'eau. Puits et rivière sont explorés exhaustivement au XIXe siècle par l'hydraulicien Aristide Beguine, dont les écrits suggèrent qu'il a remonté la rivière jusqu'aux marmites de la première section (environ 450 m en amont du puits d'accès). Il obtient un permis d'exploitation en 1887 et installe au fond du puits un bélier hydraulique pour faire remonter l'eau à la surface ; pour cette opération il construit un barrage sur la rivière. Mais il est aux prises avec des difficultés qui finissent par le ruiner et abandonne son projet. Au fil des ans, son barrage fait s'accumuler un lac de glaise à son pied côté amont,.
En 1947 le Groupe Spéléologique et Préhistorique Parats, puis en 1952 la section spéléo de la Société Archéologique de Sens, ébauchent la topographie de la rivière. Le réseau fossile est dégagé de ses obstructions, ce qui permet d'explorer plus en amont. Un peu plus tard des ouvertures sont pratiquées au bas du barrage de Beguine, ce qui élimine le lac de glaise et facilite l'exploration.
Le Groupe Spéléologique d´Ile-de-France topographie la cavité entière et explore l´affluent agressif au début des années 1960, mais oublie d'en calculer le développement (la longueur) qui est estimé sur plan à 1 870 mètres.
En 1980, des membres du spéléo-club de Chablis plongent pour remonter au-delà du siphon situé en extrême amont au-delà du laminoir, sans résultat. En 2001 et 2002, le même spéléo-club topographie entièrement le cours d'eau accessible et explore systématiquement les plafonds du cours d'eau. Ces relevés déterminent une longueur totale de 2 115 mètres.
En 1982, le spéléo-club de Chablis présente un dossier soutenant l'acquisition par le Conseil général de l'Yonne, de l'accès au puits et d'une maison adjacente. Appuyé par Raymond Pourrain (conseiller général de l'Yonne et conseiller régional de Bourgogne), en 1983 cet achat est accompli ; c'est la première fois que le département acquiert l’entrée d'une grotte afin d'en préserver l’accès.
Le nombre de dégradations du site (graffiti, “signatures”, statuettes d'argile et autres) croît considérablement à partir des années 1990. Le 12 octobre 2013, le spéléo-club de Chablis réalise une opération de nettoyage et le Comité départemental de Sséléologie sécurise le site.

## Débit
Le débit moyen de la rivière est de 25 à 30 l/min. En période de crue il peut atteindre plus de 100 l/min. Lors des crues saisonnières habituelles à la région (les plus fortes étant généralement au printemps), le niveau de l'eau peut s'élever de 7 mètres.